# Gypothamnium pinifolium
Gypothamnium es un género monotípico  de arbusto perennifolio de la familia Asteraceae. La única especie es Gypothamnium pinifolium, la cual es endémica del norte de Chile, crece en la Región de Antofagasta y la Región de Atacama.

## Taxonomía
Gypothamnium pinifolium fue descrita por Rodolfo Amando Philippi y publicado en Florula Atacamensis seu Enumeriatio . . . 27, pl. 3. 1860.
Sinonimia
Plazia pinnifolia (Phil.) O.Hoffm.

## Descripción
Es un arbusto ramoso, que alcanza alturas entre 90 y 120 cm. De color verde oscuro, sus ramas nuevas cubiertas de hojas están dispuestas en espiral. Sus hojas son lineales y estrechas, de hasta 35 mm de largo por no más de 2 mm de ancho y de textura resinosa. Las flores son purpúreas y dimorfas: mientras las marginales son femeninas y bilabiadas, las flores del disco son actinomorfas, y hermafroditas.

## Hábitat y ecología
Su crecimiento está muy restringido a sectores costeros de las regiones de Antofagasta y Atacama en el norte de Chile, en la formación vegetacional matorral desértico. Se encuentra en quebradas, laderas y mesetas desde la quebrada Miguel Díaz (24° 32′ S) por el norte hasta el Parque nacional Pan de Azúcar (26° 3′ S) por el sur, y desde la costa hasta unos 900 m de altitud. Crece aislada, con individuos solitarios y espaciados o a veces, formando pequeñas poblaciones en el curso de una quebrada. En años lluviosos se ven individuos vigorosos que luego persisten varios años secos.